# Adriana Rodríguez (pallavolista)
Adriana Rodríguez de Jesús (25 maggio 2002) è una pallavolista portoricana, centrale delle Valencianas de Juncos.

## Carriera

### Club
Inizia la sua carriera nei tornei scolastici portoricani con il Colegio Sagrado Corazon. In seguito è di scena nella lega universitaria NCAA Division I con la Delaware State, dove resta una sola annata (conclusasi nel 2021 a causa della pandemia di COVID-19 negli Stati Uniti d'America). 
Torna in campo in patria, debuttando da professionista nella Liga de Voleibol Superior Femenino 2023, in cui indossa la casacca delle Pinkin de Corozal e vince uno scudetto nel corso di un biennio; parallelamente gioca nuovamente anche a livello universitario, disimpegnandosi questa volta nella Liga Atlética Interuniversitaria de Puerto Rico con la Ana G. Méndez e ottenendo due titoli nazionali.
Nella Liga de Voleibol Superior Femenino 2025 approda alle Valencianas de Juncos.

### Nazionale
Nel 2025 debutta in nazionale alla NORCECA Final Four, dove conquista la medaglia d'oro, andando poi ad aggiudicarsi anche il bronzo alla Coppa panamericana dello stesso anno.

## Palmarès

### Club
- Campionato portoricano: 1

2023
- LAI: 2

2023, 2024

### Nazionale (competizioni minori)
- NORCECA Final Four 2025
- Coppa panamericana 2025